# Comedy Zoo
Comedy Zoo er en dansk standupscene beliggende på Knabrostræde i København og i Musikhuset i Aarhus. Comedy Zoo er Danmarks første egentlige comedy club og har eksisteret siden 1993. 
Comedy Zoo åbnede for første gang dørene i Boltens Gård i indre København i 1993. I 1998 flyttede klubben ned i de gamle stræder og overtog den gamle art house-biograf Delta Bio’s lokaler, og siden har Comedy Zoo holdt til i Knabrostræde 19.
I 2013 udvidede Comedy Zoo med en afdeling i Aarhus, hvor der hver fredag og lørdag kører shows i Musikhusets teater Filuren.
I 2018 tog Comedy Zoo endnu et spring, da bookingbureauet FBI solgte stedet til en ejergruppe bestående af komikerne Thomas Hartmann, Dan Andersen, Torben Chris, Anders Fjelsted, Michael Schøt og stedets adm. direktør Martin Bo Andersen.